# Place Lucien-Désandré
La place Lucien-Désandré est une place située dans le 13e arrondissement de Paris, en France.

## Situation et accès
La place est située au croisement des rues Moulin-des-Prés et du Moulinet.

## Origine du nom
La place porte le nom de Lucien Désandré (1872-1915), médecin français.

## Historique
Par délibération du 12 juillet 2024, la voie prend la dénomination de « place Lucien-Désandré ».